# گونمولیکاندا
گونمولیکاندا (به لاتین: Gonmollikanda) یک کوه در سری‌لانکا است که در ناحیه راتناپورا واقع شده‌است.